# دائرة المختلف
دَائِرَةُ المُخْتَلِفِ هي الدائرة العروضية الأولى، وهي تضمّ ثلاثة بَحُورٍ خَلِيلِيَّةٍ، هي: الطَّوِيل والمَدِيد والبَسِيط، وبَحْرَيْنِ مُهْمَلَيْنِ، هما: المُسْتَطِيل والمُمْتَدّ.

## سبب التسمية
سُمِّيَت هذه الدائرة بهذا الاسم لاختلاف تفعيلاتها، بين خماسية (فَعُولُنْ وفَاعِلُنْ) وسباعية (مَفَاعِيْلُنْ وفَاعِلاتُنْ ومُسْتَفْعِلُنْ).

## طريقة فكّ الدائرة

### البحور الخليلية
- إذا ابتدأت من الوتد الأول (أي //ه) إلى إتمام الدائرة (عكس عقارب الساعة)، تتحصل على تفعيلات شطر بحر الطويل، وهي: فَعُولُنْ مَفَاعِيلُنْ فَعُولُنْ مَفَاعِيلُنْ، فيكون بذلك وزن البحر:

- إذا ابتدأت من السبب الأول (أي /ه) إلى إتمام الدائرة (عكس عقارب الساعة)، تتحصل على تفعيلات شطر بحر المديد، وهي: فَاعِلَاتُنْ فَاعِلُنْ فَاعِلاتُنْ فَاعِلُنْ، فيكون بذلك وزن البحر:

- إذا ابتدأت من السبب الثاني (أي: من /ه) إلى إتمام الدائرة (عكس عقارب الساعة)، تتحصل على تفعيلات شطر بحر البسيط، وهي: مُسْتَفْعِلُنْ فَاعِلُنْ مُسْتَفْعِلُنْ فَاعِلُنْ، فيكون بذلك وزن البحر:

### البحور المهملة
- إذا ابتدأت من الوتد الثاني (أي //ه) إلى إتمام الدائرة (عكس عقارب الساعة)، تتحصل على تفعيلات شطر بحر المستطيل، وهي: مَفَاعِيلُنْ فَعُولُنْ مَفَاعِيلُنْ فَعُولُنْ، فيكون بذلك وزن البحر:

- إذا ابتدأت من السبب الثالث (أي: من /ه) إلى إتمام الدائرة (عكس عقارب الساعة)، تتحصل على تفعيلات شطر بحر الممتدّ، وهي: فَاعِلُنْ فَاعِلَاتُنْ فَاعِلُنْ فَاعِلاَتُنْ، فيكون بذلك وزن البحر: